# Fred Plum
Fred Plum (Atlantic City, Nueva Jersey, 10 de enero de 1924-Manhattan, 11 de junio de 2010) fue un neurólogo estadounidense que desarrolló estudios sobre el estado vegetativo persistente, el estupor y el estado de coma.

## Primeros años y formación
Plum nació en Atlantic City, New Jersey el 10 de enero de 1924.  Su padre, un campeón de tiro al plato y dueño de  una cadena de farmacias,  murió cuando Plum tenía ocho años.  Plum optó por seguir una  carrera en neurología después de la muerte de su hermana a causa de la poliomielitis cuando él era un  adolescente. Obtuvo su licenciatura  en el Dartmouth College en 1944 y recibió su título de médico en la Facultad de Medicina de la Universidad de Cornell en 1947.  Su primer trabajo publicado fue coescrito con el futuro ganador del Premio Nobel, Vincent du Vigneaud.

## Vida profesional
Fue médico interno y residente de Neurología hasta 1951. Durante dos años realizó el servicio militar en la Marina. En 1953, cuando sólo contaba 29 años, fue nombrado jefe del departamento de Neurología de la Universidad de Washington, en Seattle, convirtiéndose en el jefe más joven en la historia de la institución. Allí se creó un centro de terapia respiratoria para ayudar a tratar a los pacientes que estaban inconscientes o en estado de coma, incluyendo a aquellos que habían sufrido sobredosis de drogas. Utilizando las limitadas herramientas clínicas disponibles en el momento, Plum elaboró directrices para ayudar a determinar cómo tratar mejor a los pacientes en estado de coma, escribió Diagnóstico del estupor y el coma en 1966, junto con su antiguo socio de investigación, el doctor Jerome B. Posner, una obra descrita por el neurólogo Marcus E. Raichle "por su inclusión del estupor y coma entre los temas de consideración importante en neurología".
Trabajando en conjunto con el neurocirujano de Glasgow, Byron Jennett, Plum desarrolló la Escala de Coma de Glasgow, una forma  objetiva de documentar y realizar el seguimiento del estado de consciencia de un paciente, basada en el movimiento del ojo, y las respuestas verbales y motoras. Junto  con Jennett, acuñó el término "estado vegetativo persistente" para describir a los pacientes con daño cerebral grave que se encontraban en estado de coma, y tenían la apariencia de estar conscientes, sin ninguna conciencia detectable. Plum declaró en 1975 como perito en el caso de Karen Ann Quinlan.
Plum después acuñó el término síndrome de enclaustramiento (o "síndrome de locked-in") para describir una condición en la que el paciente está consciente y despierto pero no puede moverse ni comunicarse debido a una parálisis completa de la mayoría de los músculos voluntarios del cuerpo excepto los ojos.
En 1961, Plum llegaría a ser nombrado jefe del Departamento de Neurología del Cornell Medical College y del New York Hospital.
Plum abogó por que las personas preparasen un escrito, o "testamento vital", que acreditase la voluntad personal de recibir o no recibir cuidados de salud, para ayudar a guiar el tratamiento en caso de que no fuesen capaces de tomar decisiones de atención médica, debido a enfermedad o incapacidad. Plum trató a Richard Nixon antes de su muerte en 1994, y acreditó el testamento vital de Nixon que permitía al expresidente controlar el curso de su tratamiento con autoridad sobre las decisiones que se tomaron al final de su vida.
Plum murió el 11 de junio de 2010, a los 86 años, debido a la afasia primaria progresiva que padecía, una forma de demencia similar a la enfermedad de Alzheimer. Le sobreviven su segunda esposa, Susan, así como una hija, Carol, y sus dos hijos, Michael y Christopher, de su primer matrimonio con Jean Houston (muerta en 1999).